# Talkin' Blues
 (mai 2012).
Si vous disposez d'ouvrages ou d'articles de référence ou si vous connaissez des sites web de qualité traitant du thème abordé ici, merci de compléter l'article en donnant les références utiles à sa vérifiabilité et en les liant à la section « Notes et références ».
Pour la forme de musique folk et country américaine, voir Talking blues.
Talkin' Blues est un album compilation de Bob Marley & The Wailers. Sorti en 1991, Talkin' Blues est issu d'une session live enregistrée pour la KSAN Radio en Californie le 31 octobre 1973 avec en bonus des versions alternatives (Talkin' Blues et Bend Down Low) et un inédit (Am-A-Do), le tout entrecoupé d'extraits d'une interview datant de 1975.

## Liste des morceaux
1. Talkin' Blues (alternative take from "Natty Dread" sessions) 4:38
2. Burnin' and Lootin' (live at KSAN Radio) 6:36
3. Kinky Reggae (live at KSAN Radio) 5:08
4. Get Up, Stand Up (live at KSAN Radio) 4:44
5. Slave driver (live at KSAN Radio) 3:47
6. Walk The Proud Land (live at KSAN Radio) 3:28
7. You Can't Blame The Youth (live at KSAN Radio) 4:09
8. Rastaman Chant (live at KSAN Radio) 6:23
9. Am-A-Do (studio demo track) 3:07
10. Bend Down Low (alternative version from "Natty Dread" sessions) 2:41
11. I Shot The Sheriff (live at Lyceum on 18th July 1975) 7:12

En 2002, la version remasterisée propose trois titres bonus en live :
1. Talkin' Blues (alternative take from "Natty Dread" sessions) 4:38
2. Burnin' and Lootin' (live at KSAN Radio) 6:36
3. Kinky Reggae (live at KSAN Radio) 5:08
4. Get Up, Stand Up (live at KSAN Radio) 4:44
5. Slave driver (live at KSAN Radio) 3:47
6. Walk The Proud Land (live at KSAN Radio) 3:28
7. Lively Up Yourself (*bonus) (live at KSAN Radio) 7:41
8. You Can't Blame The Youth (live at KSAN Radio) 4:09
9. Stop That Train (*bonus) (live at KSAN Radio) 4:03
10. Rastaman Chant (live at KSAN Radio) 6:23
11. Am-A-Do (studio demo track) 3:07
12. Bend Down Low (alternative version from "Natty Dread" sessions) 2:41
13. I Shot The Sheriff (live at Lyceum on 18th July 1975) 7:12
14. Bend Down Low (alternative version from "Natty Dread" sessions) 4:20